# Augusta Holtz
Augusta Louise Holtz (Czarnków, Posen), 3 augustus 1871 – Florissant (Missouri), 21 oktober 1986) was een Duits-Amerikaanse supereeuwelinge en de oudste mens ter wereld met 115 jaar en 79 dagen. Ten tijde van haar overlijden was ze de oudste mens ooit. Dit record werd overgenomen van de in 1981 overleden Eliza Underwood.

## Levensloop
Holtz werd als Augusta Louise Hoppe in 1871 geboren in Pruisen in het Duitse Keizerrijk. Haar geboortestad werd in 1920 bij de Poolse republiek gevoegd. In 1873 verhuisde ze naar de Verenigde Staten, waar haar vader in het plaatsje Troy, in de staat Illinois, een boerderij had. In 1900 trouwde ze met Edward John Holtz. Het koppel verhuisde naar Missouri en kreeg vier kinderen. In 1923 overleed Edward op 49-jarige leeftijd. 
Op latere leeftijd verhuisde ze naar het verzorgingstehuis 'St. Sophia Geriatric Center' in Florissant in de staat Missouri. Holtz was de laatste 56 jaar van haar leven een groot fan van de St. Louis Cardinals, een honkbalclub uit de Major League Baseball.  Ze overleed in 1986 aan de gevolgen van een longontsteking.

## Erkenning
Tijdens haar leven werd ze niet erkend als de oudste levende mens door het Guiness Book of World Records bij gebrek aan een geboorteakte. In 2012 werd haar leeftijd alsnog officieel geverifieerd door de Gerontology Research Group. In Duitsland werd haar naam teruggevonden op een doopregister uit 1871 en in Amerika op een immigratiedocument uit 1873. Ook bij de volkstelling in 1880 werd Holtz geregistreerd als achtjarige. Ze werd zo erkend als de eerste persoon die de leeftijd van 115 jaar wist te bereiken en dus ook als oudste mens ooit.